# Carl Andersen (politiker)
 Der er flere personer med dette navn, se Carl Andersen.
Carl Andersen (født 27. januar 1995) er en dansk politiker som har været medlem af Folketinget for Liberal Alliance i Sydjyllands Storkreds siden juli 2024. Han indtrådte 16. juli 2024 som stedfortræder for Henrik Dahl der var blevet valgt til Europa-Parlamentet ved Europa-Parlamentsvalget i Danmark 2024.
Andersen var formand for Liberal Alliances Ungdom 2018-19, hvor han blev væltet efter anklager om ikke at have håndteret opklaringen af anklager om seksuelle overgreb i ungdomspartiet tilfredsstillende. Derudover er han fhv. byrådsmedlem for partiet i Vejen Kommune samt siden 2018 medlem af Liberal Alliances Hovedbestyrelse.

## Baggrund
Andersen er opvokset på et landbrug ved Rødding i Vejen Kommune. I 2016 begyndte han at studere til jordbrugsøkonom. Mellem maj 2019 og august 2024 var han ansat hos Dansk Erhverv, først som student og siden som skattepolitisk konsulent for familieejede virksomheder.

## Politisk karriere
Andersen har været aktivt medlem af Liberal Alliance og Liberal Alliances Ungdom siden 2009.

### Byrådsmedlem
Andersen blev med 300 personlige stemmer valgt for Liberal Alliance til byrådet i Vejen Kommune som 18-årig gymnasieelev i 2013. Det var første gang Liberal Alliance blev repræsenteret i byrådet. Han udtrådte af byrådet igen inden valgperiodens udløb i juni 2016, da han flyttede til Albertslund i forbindelse med sit studium.
Ved kommunalvalget i 2021 var han partiets spidskandidat i Herlev Kommune..
Siden 2022 har han været lokalpolitisk aktiv i Solrød Kommune, hvor han er bosat i landsbyen Havdrup.

### Formand i Liberal Alliances Ungdom
Andersen var formand for Politisk Udvalg i Liberal Alliances Ungdom 2015 og 2016 og landsnæstformand 2017-18. I 2018 blev han landsformand for Liberal Alliances Ungdom efter et tæt kampvalg, hvor han fik 107 stemmer mod den siddende formands 105 stemmer.
Året efter blev han selv væltet i et nyt kampvalg, efter at tidligere formand for LAU Rasmus Brygger umiddelbart op til landsmødet offentliggjorde en række anklager om voldtægt, overgreb og krænkende kommentarer mod i alt syv piger og kvinder i Liberal Alliances Ungdom begået af flere mandlige medlemmer, hvoraf nogle havde ledende poster i ungdomspartiet. Brygger opfordrede såvel Andersen som den øvrige ledelse til at gå af for at have svigtet i opklaringen af sagen. Andersen opnåede efterfølgende ved formandsvalget på landsmødet 78 stemmer mod 101 stemmer til udfordreren Signe Bøgevald Hansen. Efterfølgende blev det kendt, at Andersen og den øvrige ledelse havde haft et større kendskab til sagerne, end Andersen i første omgang havde nævnt.

### Liberal Alliances hovedbestyrelse
Til Liberal Alliances Landsmøde i marts måned 2019 opnåede Andersen valg til partiets hovedbestyrelse med næstflest personlige stemmer. 2021-2022 var han medlem af partiets forretningsudvalg.

### Folketinget
I 2022 stillede Andersen op til folketingsvalget i Sydjyllands Storkreds, hvor han med 821 stemmer blev 1. suppleant. Da Henrik Dahl blev valgt til Europa-Parlamentet ved Europa-Parlamentsvalget i Danmark 2024 og derfor udtrådte af Folketinget, overtog Andersen 16. juli 2024 Dahls folketingsmandat.
Han er partiets ordfører for kirke-, bolig og indenrigspolitik.

## Årets Carl
Der er opkaldt en ærespokal i Liberal Alliance efter Carl Andersen, som kaldes "Årets Carl". Prisen uddeles på Liberal Alliances årlige landsmøde og tildeles medlemmer, der har ydet en særlig indsats. Prisen blev indført i foråret 2013.